# Granville (Goiânia)
Granville é um bairro planejado de classe média-alta, localizado na região sudoeste de Goiânia, capital do estado de Goiás, Brasil.
Fundado em 1998, possui um alto padrão em arquitetura, e possui uma área superior a 500m2. Com o nome americanizado, é um exemplo de desigualdade social em Goiânia, separando-a com muros.
Segundo dados do Instituto Brasileiro de Geografia e Estatística (IBGE), divulgados pela prefeitura, no Censo 2010 a população do Granville era de 2 264 pessoas.